# سالم محمود سالم
سالم محمود سالم واسمهُ الكامل سالم محمود سالم محمود (من مواليد 23 تموز/يوليو 1962 في المنوفية بمصر) هو كاتب وناقد أدبي مصري صدر له عددٌ من الكتب والروايات وكتب والأطفال والدراسات النقديّة لعلَّ أبرزها خفافيش على هامش النار ومحاكمة طير البر وقبض الريح وعجباوي والشوارع المغلقة ونقوش على جدران المنفى وساعات الاحتضار ومحمية كهف سنور ورحلة إلى ميدان التحرير فضلًا عن رواية حكايات المرسلين.

## الحياة المُبكّرة والتعليم
وُلد سالم محمود سالم محمود في مدينة المنوفيّة بمصر في الثالث والعشرين من تموز/يوليو عام 1962 وعاش هناك. حصل على بكالوريوس في تخصّص التجارة عام 1986، ثمّ أصبح في وقتٍ ما عضوًا عاملًا باتحاد كتاب مصر. حصلَ سالم على منحة تفرغ من المجلس الأعلى للثقافة عن وزارة الثقافة المصرية عام 2011، وبدأ المحاضرة بالهيئة العامة لقصور الثقافة.

## المسيرة المهنيّة
بدأ سالم محمود سالم مسيرتهُ المهنيّة رئيس تحريرٍ لمجلّة هديل بهيئة قصور الثقافة، في الوقت الذي كان يشغلُ فيه منصب عضو الأمانة العامة لأدباء مصر ورئيس لجنة الإعلام بالأمانة بالتزامنِ مع رئاسة نادي أدب قويسنا في محافظة المنوفية التي وُلد بها وكذا رئاسة نادى الأدب المركزى بالمنوفية فضلًا عن كونهِ المقرر العام لمهرجان المنوفية السنوى للشعر.
انتقل سالم محمود من رئاسة تحرير مجلّة هديل لرئاسة تحرير مجلة عناقيد الأدبيّة الصادرة هي الأخرى عن هيئة قصور الثقافة، كما أصبحَ خلال نفس الفترة عضوًا بمجلس أمناء الثقافة، ومدير تحرير النشر الإقليمي بهيئة قصور الثقافة. كل ذلك كان عام 2012، ثمّ أصبح في العام الموالي مدير تحرير النشر الإقليمى بهيئة قصور الثقافة 2013.
اشتهر سالم محمود سالم محليًا بفضل مقالهِ الدوري في مجلة هديل تحت عنوان «خارج السياق»، كما عمل رئيسًا في قسمٍ ما بوزارة الزراعة المصرية. عمل سالم رئيسًا لقسم العلاقات العامة بالشركة العامة للبحث والتنقيب عن البترول، كما كان مقررًا عامًا ورئيسًا لمهرجان المنوفية الثقافي عام 2013 أيضًا.

## قائمة أعماله
هذه قائمةٌ بأبرز أعمال الكاتب والناقد الأدبي المصري سالم محمود سالم:
- خفافيش على هامش النار (قصص قصيرة عن دار إيتراك للطباعة والنشر عام 2004)
- محاكمة طير البر (رواية عن بلنسية للطباعة والنشر في القاهرة عام 2007)
- قبض الريح (قصص قصيرة عن بلنسية للطباعة والنشر في القاهرة عام 2008)
- عجباوي (رواية طويلة عن الهيئة العامة لقصور الثقافة عام 2008)
- الشوارع المغلقة (رواية طويلة عن مكتبة قطب بالتعاون مع نادى الأدب عام 2011)
- نقوش على جدران المنفى (عن دار سوزلر التركية للطباعة والنشر عام 2013)
- ساعات الاحتضار (رواية عن الهيئة العامة لقصور الثقافة)
- محمية كهف سنور (عن دار سفير للطباعة والنشر والتوزيع عام 2012)
- رحلة إلى ميدان التحرير (عن الهيئة العامة للإستعلامات عام 2013)
- حكايات المرسلين (عن دار دلتا للنشر والتوزيع عام 2014)

هذه قائمة المؤتمرات التي أدارها سالم أو كان له دورٌ فعّال في تنظيمها:
- مؤتمر أدباء مصر في بورسعيد عام 2005
- مؤتمر الإقليم في الإسكندرية عام 2007
- مؤتمر الإقليم لليوم الواحد في قويسنا عام 2006
- مؤتمر الإقليم في بركة السبع عام 2007
- مؤتمر الإقليم في الإسكندرية عام 2008
- مؤتمر أدباء مصر في الإسكندرية عام 2009
- مؤتمر الإقليم في مرسى مطروح عام 2010
- مؤتمر الإقليم في شبين الكوم عام 2011
- مؤتمر الإقليم في شبين الكوم عام 2012
- مؤتمر الإقليم في شبين الكوم عام 2013

## الجوائز
اختير سالم محمود سالم من المتميّزين على مستوى الوطن العربى في مسابقة نجلاء محرم للقصة القصيرة عام 2004، كما نال المركز الأول في فئة القصة القصيرة عن قصة (عجباوي) في مسابقة هيئة قصور الثقافة عام 2008، فضلًا عن المركز الأول في مسابقة النشر عن رواية الكنز عن الهيئة العامة لقصور الثقافة عام 2010. قام بالنشر في العديد والعديد الجرائد والمجلات المصرية والعربية، فحصل على العديد من شهادات التقدير وتم تكريمه في محافل ثقافية متعددة، بحيثُ نال المركز الأول في النشر الإقليمى ي عن رواية ساعات الاحتضار عن الهيئة العامّة لقصور الثقافة.